# Музей Революции (Гавана)

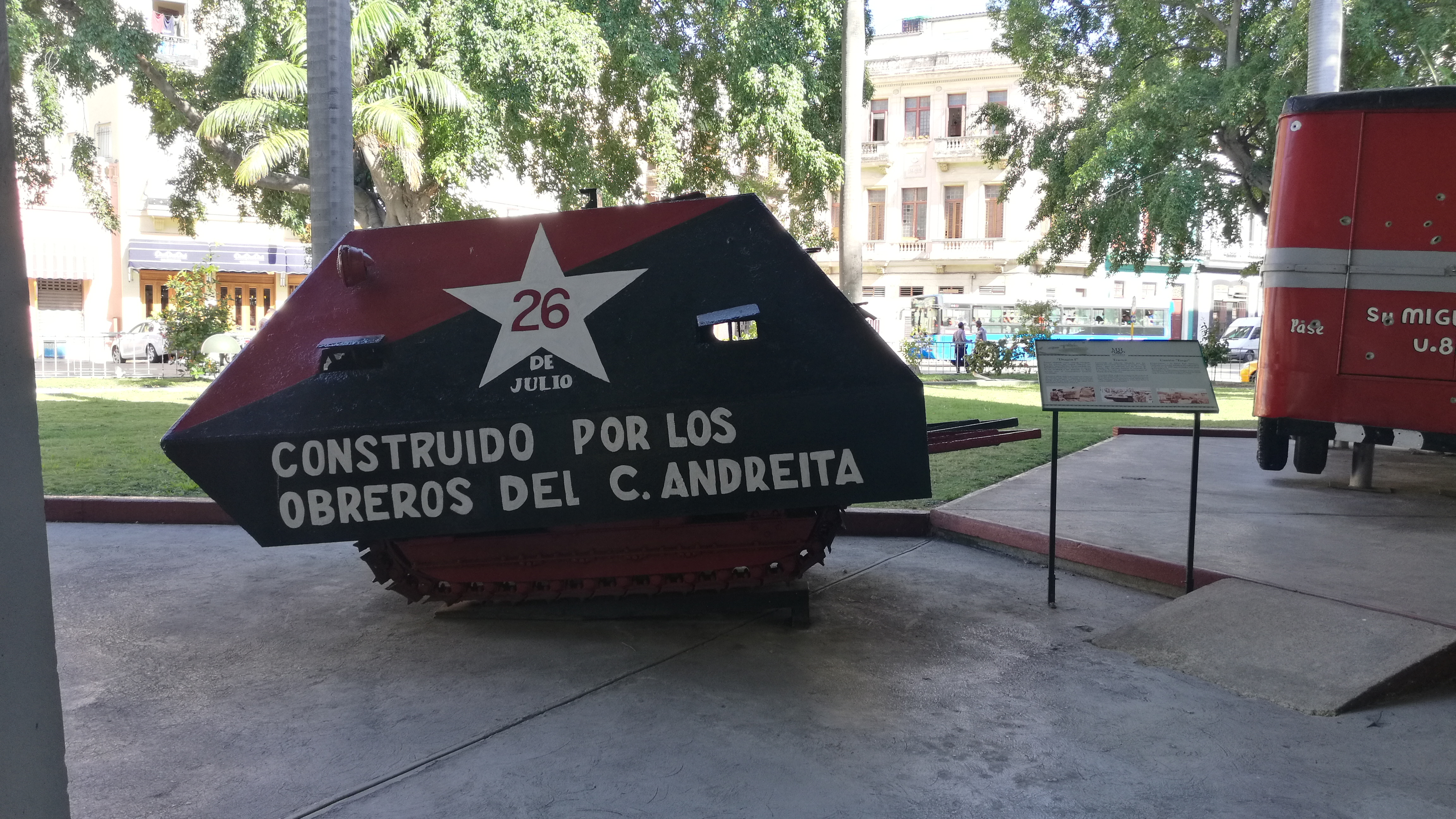
Музей Революции

Музей Революции (исп. Museo de la Revolución) — расположен в историческом центре Гаваны, Куба. Здание, где размещены экспозиции музея, ранее использовалось в качестве президентского дворца.
Бывший президентский дворец был спроектирован архитекторами Карлосом Марури и Полем Бело, которые привнесли в облик сооружения элементы неоклассицизма. С 1920 по 1959 год здание служило рабочей резиденций для всех руководителей Кубы. После революции во дворце был организован музей.
Экспозиции музея посвящены кубинской истории, в особенности революционным событиями 1950—1960 годов. Кроме того, здесь хранятся экспонаты, связанные с дореволюционной Кубой и войной за независимость.
Позади здания находится большой стеклянный павильон где размещена яхта «Гранма», на которой Фидель Кастро и его сторонники-революционеры переправились из Мексики на Кубу. Вокруг яхты установлены ракеты, которыми был сбит американский самолёт Lockheed U-2 во время Карибского кризиса, а также двигатели с этого воздушного судна. Недалеко от музея расположена советская самоходная артиллерийская установка СУ-100.

## Галерея

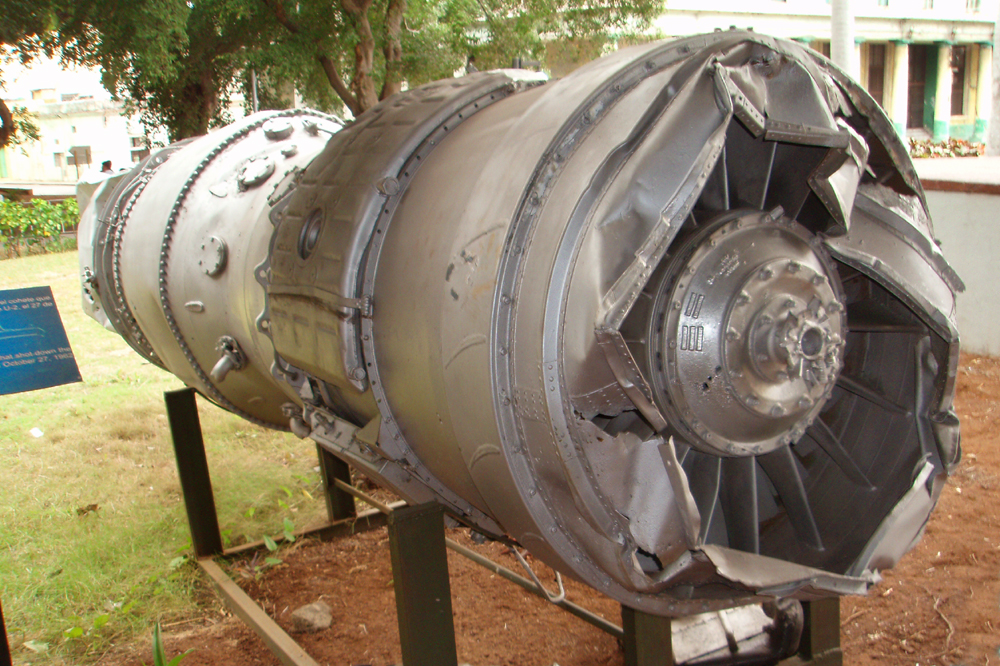
Двигатель сбитого самолёта Lockheed U-2
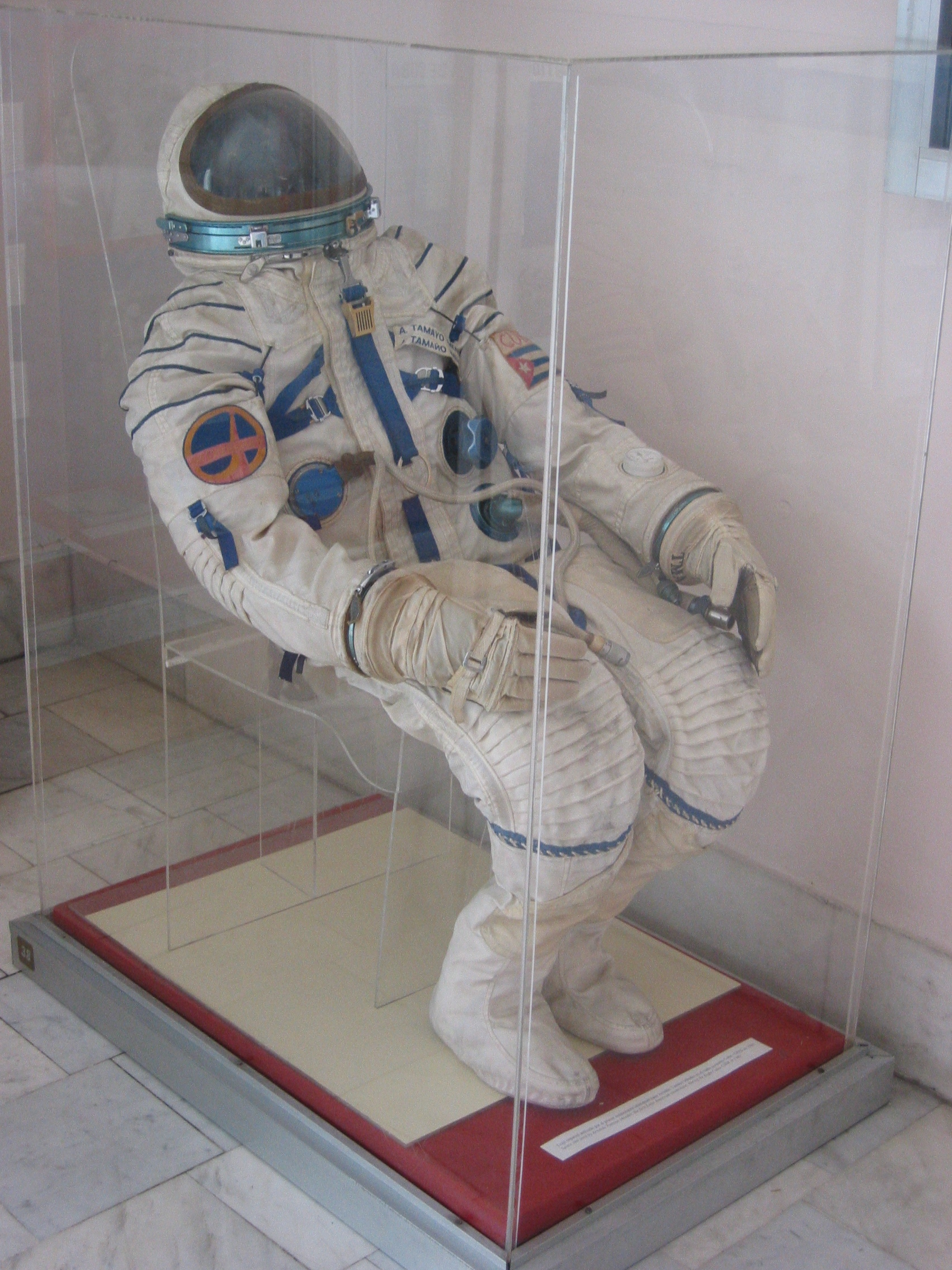
Скафандр первого кубинского космонавта Арнальдо Тамайо Мендеса
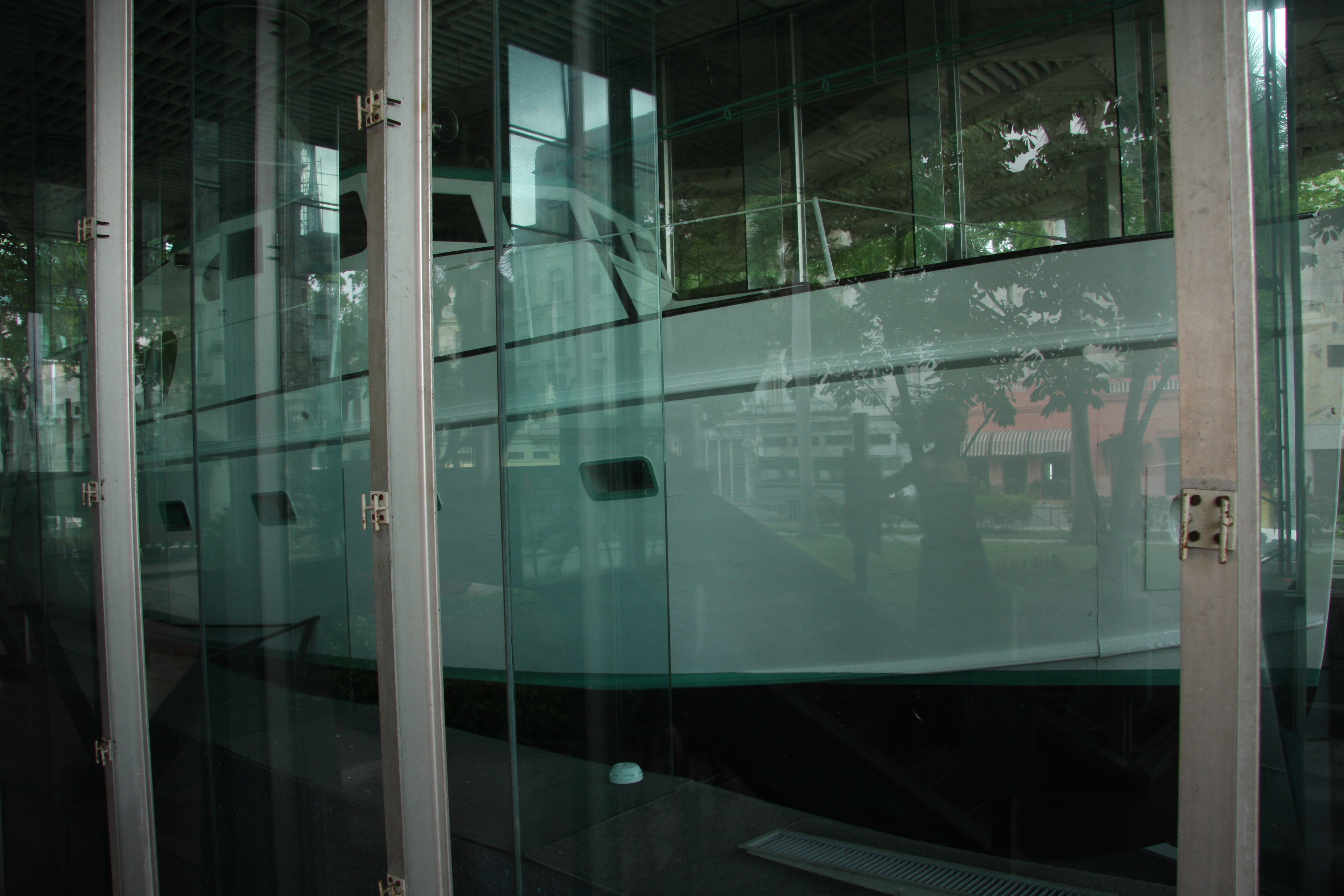
Яхта «Гранма»